# Alexander Kielland
Alexander Lange Kielland (IPA: ɑlɛksɑndər ˈlɑŋːə ˈçɛlːɑn) (Stavanger, 18 de febrero de 1849-Bergen, 6 de abril de 1906) fue uno de los escritores noruegos más famosos del siglo XIX

## Vida
Nace en el pueblo pesquero de Stavanger, Noruega en el seno de una rica familia de comerciantes. A pesar de nacer en un ambiente acomodado siempre sentirá simpatía y afecto por los más necesitados. Este hecho se pone de manifiesto por el trato que establece con los trabajadores cuando se convierte en el dueño de la fábrica.
Se convirtió en un portavoz de los problemas de la sociedad siendo un crítico a través de sus escritos. Entre sus trabajos más famosos están las novelas  Garman & Worse (1880), Skipper Worse (1882) y Gift (1883). Sus relatos cortos gozan también de reconocimiento.
En Gift Kielland critica las ganas con las que los profesores noruegos enseñan el latín.
Se ha discutido por qué Kielland finalizó tan temprano su carrera como escritor. Aunque hay quienes que eso se debió a que no podría seguir las nuevas tendencias neorománticas que se iban a imponer en la literatura de Noruega a finales del siglo XIX, la razón más extendida y probable es que decidió dedicarse por completo a su carrera política.
En la biografía escrita por Tor Obrestad sobre Alexander L. Kielland se pone de manifiesto sus problemas de sobrepeso, los cuales terminaron por llevarlo a la tumba. Durante su vida tuvo varios ataques al corazón, lo cual no le impidió ganar constantemente peso, pues tenía una gran pasión por la comida.
Desde 1891 fue alcalde de su ciudad natal y en 1902 fue designado gobernador de Møre og Romsdal.
Se le ha denominado como uno de los cuatro grandes de la literatura noruega, junto con Henrik Ibsen, Bjørnstjerne Bjørnson y Jonas Lie.

## Obras

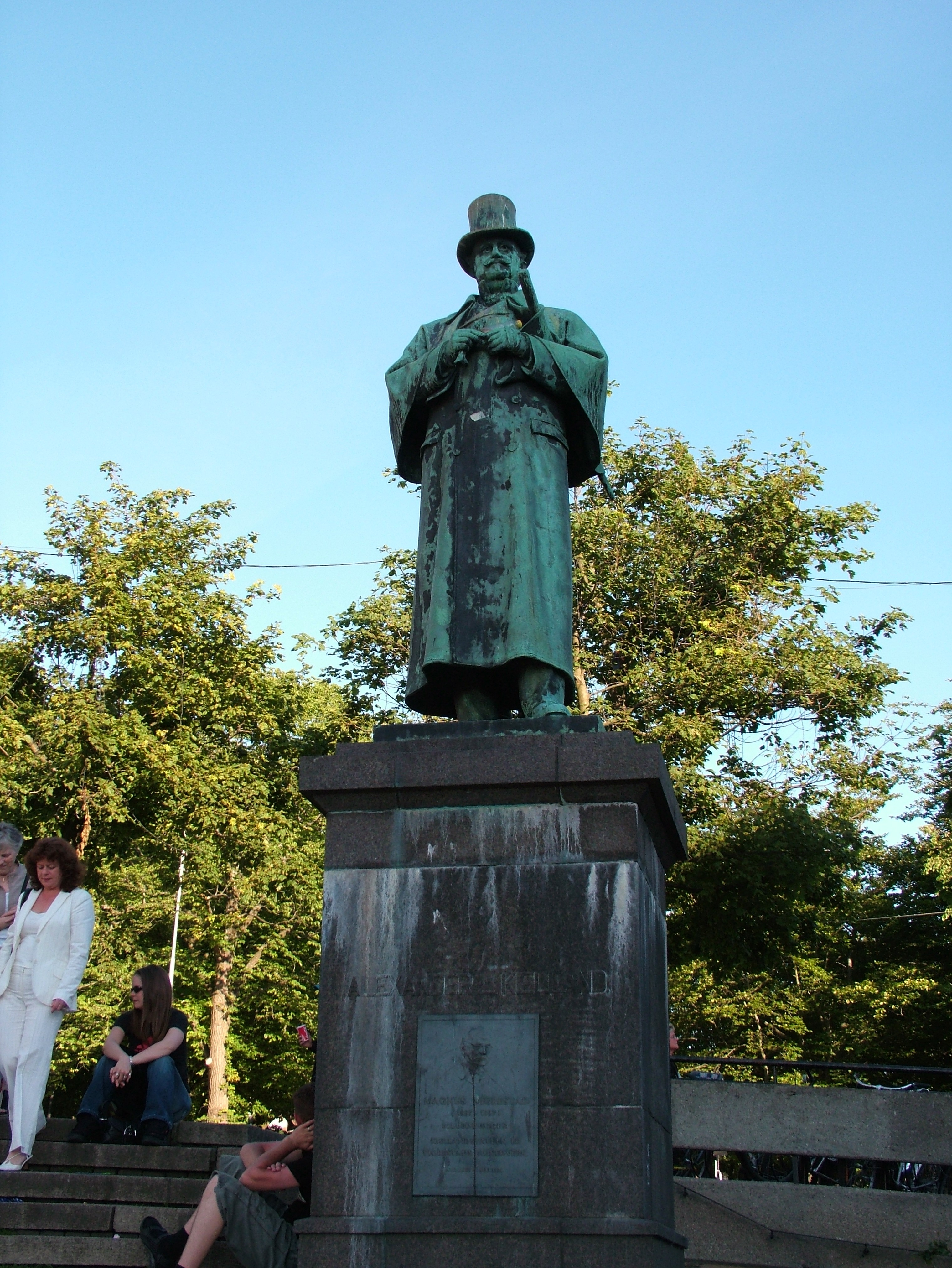
Estatua de Alexander Kielland.

### Narrativa
- Novelletter, 1879[3]
- Nye novelletter, 1880.
- To Novelletter fra Danmark, 1882.
- Garman & Worse, 1880.[4][5]
- Arbeidsfolk, 1881.
- Else, 1881.
- Skipper Worse, 1882.[6][7]
- Gift, 1883.
- Fortuna, 1884.
- Sne, 1886.
- Sankt Hans Fest, 1887.
- Jacob, 1891.
- Paa Hjemvejen, 1878
- Hans Majestæts Foged, 1880
- Det hele er Ingenting, 1880
- Tre par, 1886
- Bettys Formynder, 1887
- Professoren, 1888

### Ensayo
- Forsvarssagen, 1890.
- Menneker og Dyr, 1891.
- Omkring Napoleon, 1905.[8]